# Hoima
Hoima è una città dell'Uganda, capoluogo del distretto omonimo, nella Regione Occidentale.